# Narcos
Narcos é uma série de televisão colômbio-norte-americana.
A primeira temporada, composta por dez episódios, foi disponibilizada na plataforma de streaming Netflix desde 28 de agosto de 2015. Entre os principais artistas estão incluídos Wagner Moura, como o narcotraficante Pablo Escobar, Boyd Holbrook e Pedro Pascal no papel de agentes da DEA enviados dos Estados Unidos para sua captura. A segunda temporada, também composta por dez episódios, foi disponibilizada em 2 de setembro de 2016.
É a primeira produção de Netflix transmitida por uma emissora de televisão americana. A série é exibida na emissora de língua espanhola Univision.

## Trama
A série conta a história verdadeira da propagação da cocaína nos Estados Unidos e na Europa, graças à droga do Cartel de Medellín, liderado por Pablo Escobar, enquanto dois agentes da DEA estão no comando de liderar uma missão para capturar e, consequentemente, matar Escobar.

## Elenco

### Personagens principais
- Wagner Moura como Pablo Escobar — um narcotraficante colombiano líder do Cartel de Medellín.
- Boyd Holbrook como Steve Murphy — um agente da DEA enviado dos Estados Unidos para capturar Pablo Escobar.
- Pedro Pascal como Javier Peña — um agente da DEA enviado dos Estados Unidos para capturar Pablo Escobar.
- Joanna Christie como Connie Murphy — esposa do agente Steve Murphy.
- Maurice Compte como Horacio Carrillo — um chefe de polícia da Colômbia.
- André Mattos como Jorge Luis Ochoa — um dos fundadores e ex-líder do Cartel de Medellín.
- Roberto Urbina como Fabio Ochoa — um dos fundadores do Cartel de Medellín; irmão de Jorge Luis Ochoa.
- Laura Perico como Marina Ochoa — irmã de Jorge Luis e Fabio, fundadores do Cartel de Medellín
- Diego Cataño como Juan Diego "La Quica" Diaz — um assassino contratado pelo Cartel de Medellín.
- Jorge A. Jimenéz como Roberto "Poison" Ramos — um assassino contratado pelo Cartel de Medellín.
- Paulina Gaitán como Tata Escobar — esposa do narcotraficante Pablo Escobar.
- Paulina García como Hermilda Gaviria — mãe do narcotraficante Pablo Escobar.
- Stephanie Sigman como Valeria Vélez — uma jornalista colombiana.
- Bruno Bichir como Fernando Duque — um político colombiano e advogado do narcotraficante Pablo Escobar.
- Raúl Méndez como César Gaviria — presidente da Colômbia.
- Manolo Cardona como Eduardo Sandoval — Vice-Ministro da Justiça na administração do presidente César Gaviria.
- Cristina Umaña como Judy Moncada — uma ex-líder do Cartel de Medellín que, depois de Escobar assassinar seu marido Kiko, se aliou ao Cartel de Cáli.
- Eric Lange como Bill Strechner — chefe da CIA na Colômbia.
- Florencia Lozano como Claudia Messina — chefe da DEA na Colômbia.
- Michael Stahl-David como Chris Feistl — um agente da DEA enviado dos Estados Unidos para capturar o Cartel de Cáli.
- Matt Whelan como Daniel Van-Ness — um agente da DEA enviado dos Estados Unidos para capturar o Cartel de Cáli.
- Matias Varela como Jorge Salcedo — chefe de segurança do Cartel de Cáli que se tornou informante da DEA.
- Miguel Ángel Silvestre como Franklin Jurado — Lavador de Dinheiro do Cartel de Cáli.
- Javier Cámara como Guillermo Pallomari — Contador do Cartel de Cáli.
- Damián Alcázar como Gilberto Rodríguez Orejuela — um dos fundadores e líder do Cartel de Cáli.
- Alberto Ammann como Helmer "Pacho" Herrera — um narcotraficante colombiano membro do Cartel de Cáli.
- Francisco Denis como Miguel Rodríguez Orejuela — um dos fundadores do Cartel de Cáli e irmão de Gilberto Rodríguez Orejuela.
- Pêpê Rapazote como José Santacruz Londoño — um dos fundadores do Cartel de Cáli.

### Personagens recorrentes
- Luis Guzmán como Gonzalo Rodríguez Gacha — um dos fundadores e ex-líder do Cartel de Medellín.
- Juan Pablo Raba como Gustavo Gaviria — um dos fundadores do Cartel de Medellín; primo de Pablo Escobar.
- Jon Ecker como Léon — amigo de infância de Gustavo que cresceu nos Estados Unidos; encarregado de levar cocaína à Miami.
- Juan Riedinger como Carlos Lehder — amigo de Léon encarregado de distribuir a cocaína em Miami.
- Ana de la Reguera como Elisa Alvarez — colíder do M-19.
- Leynar Gómez como Limón — um taxista cafetão de Medellín, que se torna um dos sicarios de Escobar.
- Martina García como Maritza — uma amiga de Limón que aceita, involuntariamente, a ajudar Escobar.

## Produção
A série foi anunciada em abril de 2014 como parte de uma parceria entre a Netflix e a Gaumont International Television. A série é escrita principalmente por Chris Brancato, e é dirigida pelo cineasta brasileiro José Padilha, que dirigiu Tropa de Elite (2007) e Tropa de Elite 2 (2010), os maiores sucessos de críticas e de arrecadação no cinema brasileiro. O tema de abertura da série, "Tuyo", foi escrito e composto pelo cantor e compositor brasileiro Rodrigo Amarante.

### Etimologia
Em espanhol, o termo "narco" é uma abreviatura da palavra "narcotraficante". Antes desse uso, nos Estados Unidos, o epíteto de "narc" (ou "narco") se refere a um oficial de uma força policial de narcóticos, como um agente da DEA.

## Recepção
Narcos foi recebida com críticas positivas. O site de avaliação Rotten Tomatoes dá à série uma pontuação de 89%, com uma classificação média de 6,6/10, recolhidos a partir de 45 comentários. Em outro site, Metacritic, detém uma pontuação de 80 em 100 com base em comentários de 19 críticos, indicando "avaliações favoráveis". No site de criticas, IMDb, a série recebe críticas ainda mais positivas, indicando pontuação de 8,9 em 10 com base na avaliação de quase 118 mil usuários.
A série contou com duas indicações ao Prémios Globo de Ouro de 2016: "Melhor Ator em Série Dramática", pela interpretação de Wagner Moura como Pablo Escobar, e "Melhor Série de Televisão - Drama". Porém, não ganhou em nenhuma das duas categorias, que tiveram como premiados Jon Hamm, em Mad Men, e Mr. Robot, respectivamente.

## Episódios

### 1ª Temporada
| Nº na série | Nº da temporada | Título                        | Direção           | Data de lançamento   |
| --- | --------------- | ----------------------------- | ----------------- | -------------------- |
| 1 | 1               | "A Chegada"                   | José Padilha      | 28 de agosto de 2015 |
| O químico chileno Barata apresenta seu produto a Pablo Escobar, e Steve Murphy entra na guerra contra as drogas em Bogotá.                                        |                 |                               |                   |                      |
| 2 | 2               | "A Espada de Simón Bolívar"   | José Padilha      | 28 de agosto de 2015 |
| O grupo comunista M-19 entra em conflito com os traficantes. Murphy aprende sobre as forças policias colombianas com Peña, seu novo parceiro.                     |                 |                               |                   |                      |
| 3 | 3               | "Os Homens de Sempre"         | Guillermo Navarro | 28 de agosto de 2015 |
| Murphy se depara com o alto nível de corrupção no governo quando ele e Peña tentam impedir as ambições políticas de Escobar.                                      |                 |                               |                   |                      |
| 4 | 4               | "O Palácio em Chamas"         | Guillermo Navarro | 28 de agosto de 2015 |
| Apesar do novo acordo de extradição, os Estados unidos estão mais preocupados em combater o comunismo que as drogas, criando novos obstáculos para Murphy e Peña. |                 |                               |                   |                      |
| 5 | 5               | "Haverá Um Futuro"            | Andrés Baiz       | 28 de agosto de 2015 |
| Os métodos extremos de Pablo levam os barões do tráfico à beira de uma guerra com Carrillo e o governo. Peña tenta proteger sua testemunha.                       |                 |                               |                   |                      |
| 6 | 6               | "Explosivos"                  | Andrés Baiz       | 28 de agosto de 2015 |
| Peña e Carrillo fecham o cerco em cima de Gacha. Murphy tenta proteger Gaviria, candidato a presidente e pró-extradição, de um assassino ligado a Pablo.          |                 |                               |                   |                      |
| 7 | 7               | "Chorarás Lágrimas de Sangue" | Fernando Coimbra  | 28 de agosto de 2015 |
| Pablo passa a se esconder quando é rejeitado pela classe política, mas encontra uma maneira de virar o jogo. Murphy e Peña finalmente conseguem ajuda da CIA.     |                 |                               |                   |                      |
| 8 | 8               | "La Gran Mentira"             | Fernando Coimbra  | 28 de agosto de 2015 |
| Um erro trágico força o governo a mudar de tática na luta contra Pablo. Mas os problemas dentro da sua própria organização são bem mais sérios.                   |                 |                               |                   |                      |
| 9 | 9               | "La Catedral"                 | Andrés Baiz       | 28 de agosto de 2015 |
| A caçada parece finalmente chegar ao fim quando Pablo faz um acordo com o governo. Mas Murphy e Peña - e o Cartel de Cali - têm outros planos.                    |                 |                               |                   |                      |
| 10 | 10              | "Decolando"                   | Andrés Baiz       | 28 de agosto de 2015 |
| As atividades de Pablo dentro da prisão levam o governo a tomar atitudes drásticas. Enquanto isso, Murphy e Peña têm que lidar com outros problemas.              |                 |                               |                   |                      |

### 2ª Temporada
| Nº na série | Nº da temporada | Título                         | Direção         | Data de lançamento    |
| --- | --------------- | ------------------------------ | --------------- | --------------------- |
| 11 | 1               | "Livre"                        | Gerardo Naranjo | 2 de setembro de 2016 |
| Depois de uma enorme operação militar para capturar Pablo, a família se reúne, e os inimigos tremem. Steven e Connie brigam por causa de segurança.      |                 |                                |                 |                       |
| 12 | 2               | "Cambalache"                   | Gerardo Naranjo | 2 de setembro de 2016 |
| Tata se irrita com a vida de foragida. Pablo responde à oferta de recompensa do presidente Gaviria. Steve e Javier conhecem seu novo supervisor.         |                 |                                |                 |                       |
| 13 | 3               | "Parceiro de Madrid"           | Andrés Baiz     | 2 de setembro de 2016 |
| O presidente Gaviria tem um novo trabalho para um antigo colega. As novas táticas do Bloco de Busca preocupam Pablo, mas também Steve e Javier.          |                 |                                |                 |                       |
| 14 | 4               | "Os Bons, os Maus e os Mortos" | Andrés Baiz     | 2 de setembro de 2016 |
| O Cartel de Cali fica de olho no território de Pablo. Limón faz uma proposta a Maritza. Tata adquire uma arma.                                           |                 |                                |                 |                       |
| 15 | 5               | "Inimigos do Meu Inimigo"      | Josef Wladyka   | 2 de setembro de 2016 |
| O Bloco de Busca ganha um novo líder. Javier perde a fé no sistema. Pablo traz o irmão de Tata de Miami para agradar a esposa.                           |                 |                                |                 |                       |
| 16 | 6               | "Los Pepes"                    | Josef Wladyka   | 2 de setembro de 2016 |
| Um novo grupo, Los Pepes, se forma para destruir Pablo e seu império. O irmão de Tata pede que ela fuja para um local seguro com os filhos.              |                 |                                |                 |                       |
| 17 | 7               | "Deutschland 93"               | Josef Wladyka   | 2 de setembro de 2016 |
| O perigo aumenta para os Escobar, e Pablo envia a família para o exterior. Gaviria tenta usá-los como peça de negociação com Pablo.                      |                 |                                |                 |                       |
| 18 | 8               | "Saída de El Patrón"           | Gerardo Naranjo | 2 de setembro de 2016 |
| A Colômbia começa a se virar contra Escobar depois de seu último ataque terrorista. Tata recebe uma ajuda inesperada. Quica se vê cada vez mais ansioso. |                 |                                |                 |                       |
| 19 | 9               | "Nossa Fazenda"                | Andrés Baiz     | 2 de setembro de 2016 |
| Pablo se reencontra com um membro da família. A vida de Judy Moncada corre perigo. O DEA e a CIA discordam sobre como lidar com Los Pepes.               |                 |                                |                 |                       |
| 20 | 10              | "Al Fin Cayóǃ"                 | Andrés Baiz     | 2 de setembro de 2016 |
| Javier precisa lidar com as consequências da entrevista de Judy. Tata tenta convencer Pablo a se render pelo bem de seus filhos.                         |                 |                                |                 |                       |

### 3ª Temporada
| Nº na série | Nº da temporada | Título                           | Direção          | Data de lançamento    |
| --- | --------------- | -------------------------------- | ---------------- | --------------------- |
| 21 | 1               | "Jogada de Mestre"               | Andrés Baiz      | 1 de setembro de 2017 |
| O Cavalheiros de Cáli reúnem os seus associados para um anuncio surpresa sobre o futuro dos negócios.                                                              |                 |                                  |                  |                       |
| 22 | 2               | "A KGB de Cáli"                  | Andrés Baiz      | 1 de setembro de 2017 |
| Um vazamento de gás ameaça o acordo entre Cáli e o governo, e Jorge é chamado para ajudar. Peña enfrenta problemas por causa de sua antiga ligação com Los Pepes.  |                 |                                  |                  |                       |
| 23 | 3               | "A Trilha do Dinheiro"           | Gabriel Ripstein | 1 de setembro de 2017 |
| Os irmãos Rodríguez saem de cena durante as negociações. Pacho se encontra com Lorde dos Céus no México. A nova equipe de Peña visita Cáli.                        |                 |                                  |                  |                       |
| 24 | 4               | "Xeque-Mate"                     | Gabriel Ripstein | 1 de setembro de 2017 |
| Penã cria um plano para capturar Gilberto Rodríguez, o líder de Cáli. Amado faz uma proposta de negócios a Pacho.                                                  |                 |                                  |                  |                       |
| 25 | 5               | "Manutenção, Reparo e Operações" | Josef Wladyka    | 1 de setembro de 2017 |
| Paranoico com a possibilidade de traição, Miguel pressiona seus seguranças. Pacho toma uma decisão sobre a nova oferta. Peña tenta se aproximar de uma testemunha. |                 |                                  |                  |                       |
| 26 | 6               | "Os Melhores Planos"             | Josef Wladyka    | 1 de setembro de 2017 |
| Jorge faz uma jogada arriscada. Um acidente em Nova York ameaça expor Chepe. Peña viaja até Curaçao para prender uma possível testemunha.                          |                 |                                  |                  |                       |
| 27 | 7               | "Sem Saída"                      | Fernando Coimbra | 1 de setembro de 2017 |
| Peña planeja outra operação secreta para derrubar um importante membro do Cartel de Cáli. Mas, desta vez, o tempo não está do seu lado.                            |                 |                                  |                  |                       |
| 28 | 8               | "Convivência"                    | Fernando Coimbra | 1 de setembro de 2017 |
| Sedente por vingar o pai, David acaba colocando Enrique em perigo. Peña pede ajuda a Don Berna para uma missão de resgate.                                         |                 |                                  |                  |                       |
| 29 | 9               | "Todos os Homens do Presidente"  | Andrés Baiz      | 1 de setembro de 2017 |
| David investiga suas suspeitas. O esforço de Peña esbarra na corrupção do governo colombiano. Miguel é procurado novamente.                                        |                 |                                  |                  |                       |
| 30 | 10              | "De Volta a Cáli"                | Andrés Baiz      | 1 de setembro de 2017 |
| David e Peña disputam quem irá encontrar Pallomari. Peña toma uma decisão crucial para o futuro de sua carreira.                                                   |                 |                                  |                  |                       |

## Prêmios e indicações
| Ano  | Prêmio                              | Categoria                         | Indicação        | Resultado | Ref.   |
| ---- | ----------------------------------- | --------------------------------- | ---------------- | --------- | ------ |
| 2016 | Writers Guild of America Awards     | Episodio dramático                | "Explosivos"     | Indicado  | [ 12 ] |
| 2016 | Golden Globe Awards                 | Melhor Série de Televisão - Drama | Narcos           | Indicado  | [ 13 ] |
| 2016 | Golden Globe Awards                 | Melhor Ator em Série Dramática    | Wagner Moura     | Indicado  |        |
| 2016 | BAFTA TV Awards                     | Melhor Série de Televisão         | Narcos           | Indicado  | [ 14 ] |
| 2016 | Satellite Awards                    | Melhor Série de Televisão - Drama | Narcos           | Indicado  | [ 15 ] |
| 2016 | Primetime Creative Arts Emmy Awards | Melhor Design de Abertura         | Narcos           | Indicado  | [ 16 ] |
| 2016 | Primetime Creative Arts Emmy Awards | Melhor Tema de abertura           | Rodrigo Amarante | Indicado  | [ 16 ] |
| 2016 | Primetime Creative Arts Emmy Awards | Melhor Edição - Série Dramática   | "A Chegada"      | Indicado  | [ 16 ] |